# Frohbergite
La frohbergite è un minerale appartenente al gruppo della marcasite.